# Ryuji Sato
Ryūji Satō (佐藤 隆 治 Satō Ryūji, Nagoya, Japó, 16 d'abril de 1977) és un àrbitre de futbol japonès. És membre des de 2009 tant de la confederació continental l'AFC com de la FIFA.
Satō és àrbitre de la lliga japonesa. Internacional amb l'AFC i la FIFA des del 2009, ha arbitrat partits del Campionat de l'Est d'Àsia, de la Copa Suzuki AFF, de la Copa d'Àsia 2015 i de la Copa del Món 2018.